# Bolsa de Valores de la República Dominicana

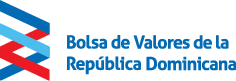

Die Bolsa de Valores de la República Dominicana (Börse der Dominikanischen Republik, BVRD) ist die einzige Wertpapierbörse der Dominikanischen Republik und dient im Wesentlichen der Regulierung von Transaktionen. Sie hat ihren Sitz in Santo Domingo. Sie nahm 1991 ihren Betrieb auf und gilt als Eckpfeiler der Integration des Landes in die Weltwirtschaft und der nationalen Entwicklung. Sie ist zudem eine der aktivsten Börsen Lateinamerikas. Die BVRD ist montags bis freitags von 9:00 bis 13:00 Uhr geöffnet.

## Geschichte
Im April 1980 traf sich eine Gruppe dominikanischer Industrieller mit dem Ziel, eine Börse zu gründen und eine Regulierungsbehörde zu schaffen, die Transparenz und Effizienz der Marktaktivitäten gewährleisten sollte. Diese Gruppe bestand aus Ricardo Valdéz Albízu, Hector Rizek, Ramón Mena, Winston Marrero, Otto Montero, Frederic Eman-Zadé, Luis Sabater und Rosendo Alvarez III. 1987 kontaktierte diese Gruppe Robert Bishop, den ehemaligen Vizepräsidenten der New Yorker Börse, um Unterstützung bei der Marktgründung zu erhalten. Die erste Börse der Dominikanischen Republik wurde schließlich durch das Präsidialdekret Nr. 554-89 vom 20. Februar 1989 legalisiert, nahm jedoch erst im Dezember 1991 ihren Betrieb auf. Ursprünglich hieß sie Bolsa de Valores de Santo Domingo Inc. 1997 wurde sie aufgrund der Ausweitung ihrer Aktivitäten auf andere Städte des Landes in Bolsa de Valores de la República Dominicana umbenannt. Das bedeutet, dass der Markt noch relativ neu ist und das Konzept eines Aktien- und Kapitalmarkts gerade erst in den Vordergrund rückt. Trotz der Einschränkungen durch unzureichende Gesetzgebung wuchsen die Transaktionen an der BVRD in den 1990er Jahren stetig.

## Indizes
Der Index der Börse ist der GOBIXDR.

## Mitgliedschaften
Sie ist Mitglied in der:
- Ibero-American Federation of Exchanges[2]
- Sustainable Stock Exchanges Initiative